# بخش حومه بمبئی
بخش حومه بمبئی (به انگلیسی: Mumbai Suburban district) یک منطقهٔ مسکونی در هند است که در بخش کنکان واقع شده‌است. بخش حومه بمبئی ۴۴۶ کیلومتر مربع مساحت و ۹٬۳۵۶٬۹۶۲ نفر جمعیت دارد.